# Ruth Misselwitz
Ruth Barbara Misselwitz (* 4. Februar 1952 in Zützen, Kreis Luckau) ist eine deutsche evangelische Pfarrerin. Sie gründete den Friedenskreis Pankow und war eine wichtige Vertreterin der kirchlichen Friedens- und Umweltbewegung in der DDR.

## Leben
Ruth Misselwitz wuchs in einer Pfarrersfamilie auf. Nach dem Abitur war sie bis 1971 Schwesternschülerin am St. Hedwig-Krankenhaus in Berlin. Anschließend studierte sie Theologie an der Humboldt-Universität zu Berlin und am Predigerseminar Gnadau. Seit 1981 war sie Pfarrerin der Evangelischen Kirchengemeinde Alt-Pankow.
Zusammen mit ihrem Ehemann Hans-Jürgen Misselwitz, dem Grafiker Martin Hoffmann, der Regisseurin Freya Klier, Vera Wollenberger und anderen gründete sie im Herbst 1981 den Friedenskreis Pankow, eine der größten unter dem Dach der evangelischen Kirche agierenden oppositionellen Gruppen in der DDR. Sie engagierte sich außerdem bei Frauen für den Frieden und im DDR-weiten Netzwerk Konkret für den Frieden. Von 1988 bis 1989 arbeitete sie in der Untergruppe Mehr Gerechtigkeit in der DDR der Ökumenischen Versammlung für Gerechtigkeit, Frieden und Bewahrung der Schöpfung mit. 1989 war sie Delegierte des Bundes der Evangelischen Kirchen in der DDR bei der Ersten Europäischen Ökumenischen Versammlung Frieden in Gerechtigkeit in Basel.
Von 1989 bis 1990 moderierte sie im Zusammenhang mit der Aufklärung der Fälschung der Kommunalwahlen vom 7. Mai 1989 den Runden Tisch in Pankow. 1991 war sie Gründungsmitglied der Mobilen Akademie für Geschlechterdemokratie und Friedensförderung e. V. (OWEN). Seit 1998 arbeitet sie im Bürgerkomitee Pankow gegen Rechtsextremismus und Gewalt mit. Von 2001 bis April 2010 war sie Vorsitzende der Aktion Sühnezeichen Friedensdienste e. V. Sie ist Mitglied des Kuratoriums der Stiftung Friedliche Revolution in Leipzig.
Am 16. Juli 2017 wurde sie im Rahmen eines Festgottesdienstes und eines Sommerfestes von der Evangelischen Kirchengemeinde Alt-Pankow in den Ruhestand verabschiedet.
Zur Entwicklung der Kirche nach dem Ende der DDR kritisierte Misselwitz, dass friedenspolitische Aspekte nicht realisiert wurden, was sie u. a. auf das Verhältnis der EKD zur Militärseelsorge zurückführte. Ähnlich äußerten sich auch Renke Brahms und Joachim Garstecki zur Aufrechterhaltung der in der DDR von der Kirche formulierten Friedensforderungen.
Seit September 2021 gehört sie dem Vorstand der Christa-Wolf-Gesellschaft an.

## Ehrungen
- 1991 – Verdienstorden des Landes Berlin
- 2000 – Gustav-Heinemann-Bürgerpreis zusammen mit Ulrike Poppe und Andrea Richter[6]
- 2014 – Pankower Bezirksmedaille[7]
- 2014 – Bundesverdienstkreuz am Bande[8][9]